# Blue Toothbrush
Blue Toothbrush é o primeiro EP da atriz, cantora e compositora estadunidense, Emily Kinney. Lançado oficialmente em 20 de Setembro de 2011 pela gravadora Scrumptious Music. O primeiro e único single, faixa-título do álbum: "Blue Toothbrush" foi lançado em 13 de Novembro de 2010, quase um ano antes do lançamento do disco. A canção nenhuma posição em nenhuma parada musical. Porém foi muito elogiada em sites.

## Faixas
| N.º | Título                      | Compositor(es) | Duração |  |
| 1.  | "In"                        | Emily Kinney   | 3:31    |  |
| 2.  | "Blue Toothbrush"           | Emily Kinney   | 2:54    |  |
| 3.  | "Morning Sex Is For Lovers" | Emily Kinney   | 2:52    |  |
| 4.  | "Just Pretend"              | Emily Kinney   | 2:44    |  |
| 5.  | "Over Anticipate"           | Emily Kinney   | 3:19    |  |

### Singles
- "Blue Toothbrush": primeiro single do extended play. A canção fez bastante sucesso no Youtube e apreciada por muitos sites.

## Histórico de lançamento
| País           | Data                   | Formato          | Gravadora         |
| -------------- | ---------------------- | ---------------- | ----------------- |
| Estados Unidos | 20 de Setembro de 2011 | download digital | Scrumptious Music |
| Estados Unidos | 20 de Setembro de 2011 | download digital | Scrumptious Music |